# Carl Shy
Carl Leslie Shy (Los Angeles, 13 september 1908 – Orange County, 17 december 1991) was een Amerikaans basketballer. Hij won met het Amerikaans basketbalteam de gouden medaille op de Olympische Zomerspelen 1936. 
Shy speelde voor UCLA en een amateurteam dat gesponsord werd door Universal Studios. Tijdens de Olympische Spelen speelde hij drie wedstrijden. Gedurende deze wedstrijden scoorde hij 10 punten. Na zijn carrière als speler was hij werkzaam als agent bij de Los Angeles Police Department.